# 4週連続スペシャル スーパー戦隊最強バトル!!
『4週連続スペシャル スーパー戦隊最強バトル!!』（よんしゅうれんぞくスペシャル スーパーせんたいさいきょうバトル）は、2019年2月17日から3月10日まで、テレビ朝日系列で毎週日曜9時30分 - 10時（JST）に全4回が放送された、東映制作の特撮テレビドラマ。
これまでの「スーパー戦隊シリーズ」に登場した戦隊ヒーローたちが、5人1組のチーム対抗でスーパー戦隊最強決定戦に挑むという内容のクロスオーバー作品である。また、本作品の後番組である『騎士竜戦隊リュウソウジャー』のテレビシリーズと直接繋がる内容（プロローグ）であり、同作品からも一部のキャラクターが先行登場する。監督の坂本浩一と脚本の荒川稔久は『リュウソウジャー』にも引き続き参加しており、坂本が担当した第30話では本作品の映像が回想シーンとして用いられている。

## あらすじ
ある日、キャプテン・マーベラス / ゴーカイレッド率いる海賊戦隊ゴーカイジャーは、謎の鎧戦士ガイソーグの強襲によって倒されてしまう。 
その時、マーベラスのもとにリタと名乗る少女から惑星ネメシスで開催されるスーパー戦隊最強バトルへの招待状である金の招待状が届く。その大会で優勝すれば、500年に一度の宇宙の奇跡メビウス・コネクトによってどんな願いでも叶うという。
その中でマーベラスは、風切大和 / ジュウオウイーグル、伊賀崎天晴 / アカニンジャー、スティンガー / サソリオレンジ、カグラ / トッキュウ5号の4人と共に変わり者チームとして試合に参加することになる。

## 登場人物

### 本作品オリジナルの登場人物
リタ
スーパー戦隊最強バトルの主催者で、メビウス・コネクトの守り人である少女。相手の名前を間違えるなど天然な一面を見せる一方、研究室で惑星ネメシスの文献をもとにスーパー戦隊の情報や究極大サタンの召喚の呪文について研究しているなど不審な点もあり、大会が進むにつれて残忍な本心を見せていく。
その正体は守り人ではなく、本来の守り人は既にリタの手によって宇宙の果てに追放されていた。また真の目的は究極大サタンを復活させて宇宙を滅ぼすことであり、そのためにスーパー戦隊の戦士たちを呼び寄せてスーパー戦隊最強バトルを開催し、自分の代わりにジェムを集めさせてメビウス・コネクトを実行させようとしていた。
故郷の惑星は悪の言いなりとなって正義や資源もない貧しい星であったが、正義を騙る者たちのせいによって子供たちが犠牲になったことから自暴自棄になり、ヒーローに対する疑念と憎悪から前述の計画を画策するようになった。
大和とスティンガーの説得にも耳を貸さず、復活に成功した究極大サタンを大和たちに倒され計画が頓挫してもなお、逆上して自らがガイソーグの鎧を装着してカグラを人質に取り、疲弊した彼らを排除しようとするが、駆けつけたリュウソウグリーンとリュウソウブラックに阻まれ敗北する。最後はスティンガーによって手錠をかけられ、罪を償うことを彼と約束した。

ガイソーグ
宇宙で次々とスーパー戦隊たちを襲う謎の鎧戦士。必殺技はエンシェントブレイクエッジ。自らも招待状を所持しており、リタの独断で試合中に乱入が可能なワイルドカード枠として最強バトルにより強い者を求めて飛び入り参加する。
その実態は、かつて宇宙を席巻した戦闘民族の念の力によって、何万年も宇宙を彷徨っていた意思を持った鎧そのものである。宇宙一の強さを求めて強い者からさらに強い者へ乗り移っており、装着者の身体を乗っ取ってはその技を使っている。招待状もルカ・ミルフィ / ゴーカイイエローを襲ったことで奪ったものであった。その後、ルカ、天晴、スティンガーの身体を立て続けに乗っ取り、スーパー戦隊の前に現れては追い詰めていった。ガイソーグとなったリタが敗北した後、残ったヘルメットは何者かの手によって持ち去られた。
それ以降の動向、ならびに鎧の出自については騎士竜戦隊リュウソウジャー#リュウソウ族の人々、および騎士竜戦隊リュウソウジャー THE MOVIE タイムスリップ!恐竜パニック!!を参照。
タカアキ
大和が街で偶然知り合った少年。身体が弱く重病を抱えており、大和と動物がたくさんいる大草原に行くことを約束していたが、その約束を果たせないまま亡くなった。これがきっかけで大和はタカアキの願いを叶えるため、スーパー戦隊最強バトルを勝ち抜いてタカアキの魂を大草原へと連れていくために一時的に呼び戻そうとしていた。

究極大サタン
リタがメビウス・コネクトの力によって復活させた大悪魔。『恐竜戦隊ジュウレンジャー』に登場した大サタンとは名前などに共通点が見られるが、両者の関連性について作中では言及されていない。口から発射するサタンブレスは粉々に惑星を消し飛ばすほどの威力で、一瞬で宇宙を滅ぼす力を持つと伝えられている。最期はスーパー戦隊スペシャルストームを受けて倒された。
- デザインはK-SuKeが担当。『ジュウレンジャー』に登場した大サタンは生身の役者が演じており、頭部のみの登場であったため、全身スーツでデザインし直すというオーダーで、『ジュウレンジャー』の映像や篠原保が手掛けた『ジュウレンジャー』の大サタンのデザイン画を参考に、胸から下は、トゲトゲの頭髪・白い肌に不規則な傷・皮膚に張り付くプレートなどの要素を活かしつつ創造している。胸部のドクロは、『ジュウレンジャー』で大サタンの生贄になった子供の家に描かれた悪魔のマークがモチーフとなっている。デザイン画ではシュッとした顔立ちで描かれたが、造形ではかなりゴツめになっている。

### トーナメント参加チーム
トーナメントAブロック
変わり者チーム
- 風切大和 / ジュウオウイーグル

- ジュウオウゴリラ
- ジュウオウホエール
- ジュウオウイーグル野性大解放

- キャプテン・マーベラス / ゴーカイレッド

- デカレッド、ハリケンレッド、デンジレッド、マジレッド、ダイナレッド
- ゴーカイレッドゴールドアーマー

- スティンガー / サソリオレンジ

- サソリオレンジイッカクジュウアーム

- 伊賀崎天晴 / アカニンジャー

- アカニンジャー超絶

- カグラ / トッキュウ5号

- ハイパートッキュウ5号

それぞれ異なる叶えたい願いを持つが、いずれも悲しむ人や苦しむ人を助けるために参加した。
生真面目チーム
- 朝加圭一郎 / パトレン1号
- メガブラック
- ボウケンピンク
- ゴーピンク
- ゴセイブルー

初戦で変わり者チームと対戦。世界平和を目標にしていた圭一郎が大和と対戦するも、彼の願いを理解してその勝利を譲る。
乗り物チーム
- 江角走輔 / ゴーオンレッド
- 高丘映士 / ボウケンシルバー
- ゴーオンイエロー
- イエローレーサー
- ゴーグリーン

初戦で伝説チームと対戦。2回戦で変わり者チームと対戦。映士と走輔が天晴とスティンガーと戦うが、2人で話している隙にジェムを奪われて敗北。
伝説チーム
- チェンジペガサス
- ゴーグルブラック
- オーピンク
- オーイエロー
- ギンガピンク

宇宙チーム
- ギンガレッド
- ピンクフラッシュ
- メガシルバー
- チェンジフェニックス
- メガピンク

初戦でクールチームと対戦。
クールチーム
- タイムブルー
- キリンレンジャー
- メガイエロー
- マジイエロー
- ボウケンブラック

初戦で宇宙チームと対戦。
アクロバットチーム
- ダイナブラック
- イエローマスク
- シンケングリーン
- ニンジャレッド
- ゲキブルー

初戦で陸・海・空チームと対戦。
陸・海・空チーム
- 獅子走 / ガオレッド
- バルシャーク
- イエローライオン
- ギンガグリーン
- ホワイトスワン

準々決勝で変わり者チームと対戦。5人が大和一人と戦い、敗北するが、走は大和にリーダーとしての心構えと「ネバギバ」の精神、仲間を信じる大切さを説く。
剣豪チーム
- ドギー・クルーガー / デカマスター
- シンケンレッド
- レッドワン
- バルイーグル
- 黒騎士（ヒュウガ）

初戦では射手チームと対戦。ドギーは感知した異常な磁場を調査する目的で参戦。ショウ・ロンポーと知り合いで、同じく惑星ネメシスの異変を探るために参戦したスティンガーと共闘する。後に準決勝でカグラと対戦するも、最強ガールになりきった彼女に敗北する。
射手チーム
- イエローターボ
- ブルードルフィン
- ピンクレーサー
- イエローフォー
- シンケンブルー

爽やかチーム
- マジグリーン
- ボウケンブルー
- レッドターボ
- オーブルー
- ゲキイエロー

初戦で飛行チームと対戦。
飛行チーム
- レッドホーク
- ゴセイレッド
- ガオイエロー
- レッドファルコン
- マジレッド

初戦で爽やかチームと対戦。
ガンマンチーム
- ゴーオンブルー
- ブルーターボ
- ブルーバスター
- ブルーレーサー
- ガオシルバー

ピンク戦士チーム
- ゴセイピンク
- シンケンピンク
- ピンクファイブ
- ファイブピンク
- ピンクマスク

スピードチーム
- テンマレンジャー
- ブルースワロー
- ブルーマスク
- ブルーフラッシュ
- レッドバスター

初戦で頭脳チームと対戦。
頭脳チーム
- タイムグリーン
- ファイブレッド
- ビートバスター
- ピンクターボ
- ダイナレッド

トーナメントBブロック
金ピカチーム
- キングレンジャー
- マジシャイン
- 大剣人ズバーン
- ゴーオンゴールド
- ゴセイナイト

大食漢チーム
- バルパンサー
- メガレッド
- ギンガイエロー
- ニンジャイエロー
- レッドレーサー

科学者チーム
- クローバーキング
- ダイナイエロー
- ゴーブルー
- レッドフラッシュ
- ゴーグルレッド

EX戦士チーム
- キバレンジャー
- ウルザードファイヤー
- ゴーオンシルバー
- ゲキチョッパー
- ゲキバイオレット

警察チーム
- タイムピンク
- ハートクイン
- ゴーオンブラック
- ゴーイエロー
- ミスアメリカ

水戦士チーム
- ダイナブルー
- ガオブルー
- マジブルー
- ブルースリー
- ニンジャブルー

変化球チーム
- ビッグワン
- シュリケンジャー
- ニンジャマン
- シグナルマン
- VRVマスター

怪力チーム
- ボウケンイエロー
- ガオブラック
- ギンガブルー
- グリーンサイ
- イエローオウル

初戦で変化球チームと対戦。準々決勝で金ピカチームと対戦。準決勝で格闘技チームと対戦。
リーダーチーム
- オーレッド
- ニンジャホワイト
- ゴーレッド
- ボウケンレッド
- バトルジャパン

準々決勝で格闘技チームと対戦するも、ガイソーグの乱入に遭う。
お調子者チーム
- ゴーオングリーン
- マジピンク
- シンケンゴールド
- グリーンレーサー
- スタッグバスター

動物好きチーム
- シシレンジャー
- イエローバスター
- ダイナピンク
- バトルケニア
- ゴーグルイエロー

スポーツチーム
- スペードエース
- ファイブブルー
- チェンジドラゴン
- ゴーグルピンク
- ガオホワイト

黒戦士チーム
- ブラックバイソン
- ゴセイブラック
- ブラックマスク
- ブラックターボ
- ファイブブラック

格闘技チーム
- リュウレンジャー
- タイムレッド
- レッドマスク
- ファイブイエロー
- オーグリーン

準々決勝でリーダーチームと対戦するも、ガイソーグの乱入に遭う。準決勝では怪力チームと対戦する。
国際チーム
- ニンジャブラック
- バトルフランス
- ホウオウレンジャー
- バトルコサック
- ゲキレッド

サポートチーム
- マグ
- ピーボ
- ダップ
- コロン
- アーサーG6

### その他の登場人物
ルカ・ミルフィ / ゴーカイイエロー
バトル開始前にマーベラスや他のゴーカイジャーとともにガイソーグの襲撃に遭い、囚われの身となっていた。その後、ガイソーグのヘルメットを装着したマーベラスによって天晴共々救出され、惑星ネメシスに結界を張っていた装置を破壊して結界を壊した。

リュウソウグリーン、リュウソウブラック
自分たちの相棒となる騎士竜を探す中で、招待状を持っていたことから惑星ネメシスに召喚され、ガイソーグの鎧を装着していたリタからカグラを救出し、ガイソーグを倒した後は惑星ネメシスから去った。

秘密戦隊ゴレンジャー
マーベラスにアカレンジャーキーを託した。

## 用語
メビウス・コネクト
惑星ネメシスを起点として、500年に一度全宇宙が交わって奇跡を起こすと言われている現象。

スーパー戦隊最強バトル
優勝すればどんな願いも叶えられるというトーナメントバトル。戦士のデータや特性で編成された5人1組の全32チームで行われる。代表の戦士が2対2や3対3で、バトルエリア内でそれぞれの力や技をぶつけ合い、星のエネルギーの結晶ジェムを手に入れることが勝利条件となる。相手を倒さなくてもジェムを獲得すれば勝利とみなされる。
ジェムはネメシス・パレスに転送されてすべて結集した時に願いが叶えられるというが、真の目的はリタが究極大サタンを復活させるというものだった。

惑星ネメシス
スーパー戦隊たちが召喚された惑星。スーパー戦隊最強バトルの舞台である一方、外部との通信を妨害する電波や結界が張られているなど不審な点もある。後にこれらはリタの手によるものであったことが判明し、ルカによってバリアは破壊された。

スーパー戦隊スペシャルストーム
ゴーカイレッド→トッキュウ5号→アカニンジャー→ジュウオウイーグル→サソリオレンジの順で全スーパー戦隊の力が充満されたアカレンジャーキーが変化したエネルギーボールに技を打ち込んでパワーを高めてパスしていき、最後に5人の武器による斬撃で全スーパー戦隊の力が集約されたエンドボールを打ち込む必殺技。この技で究極大サタンを倒した。
- 元ネタは『秘密戦隊ゴレンジャー』のゴレンジャーストーム。

## キャスト
役者の後ろの二重鉤括弧には、登場人物の出典を示す。出演話数が記載されていないキャストは全話に出演。
- 風切大和 / ジュウオウイーグル - 中尾暢樹『動物戦隊ジュウオウジャー』[1]
- キャプテン・マーベラス / ゴーカイレッド - 小澤亮太『海賊戦隊ゴーカイジャー』[1]
- 伊賀崎天晴 / アカニンジャー - 西川俊介『手裏剣戦隊ニンニンジャー』[1]
- スティンガー / サソリオレンジ - 岸洋佑『宇宙戦隊キュウレンジャー』[1]
- カグラ / トッキュウ5号 - 森高愛『烈車戦隊トッキュウジャー』[1]
- 朝加圭一郎 / パトレン1号 - 結木滉星（1）『快盗戦隊ルパンレンジャーVS警察戦隊パトレンジャー』[10]
- 高丘映士 / ボウケンシルバー - 出合正幸（友情出演 / 1）『轟轟戦隊ボウケンジャー』[10]
- 江角走輔 / ゴーオンレッド - 古原靖久（友情出演 / 1）『炎神戦隊ゴーオンジャー』[10]
- ルカ・ミルフィ / ゴーカイイエロー - 市道真央（友情出演 / 1,3,4）『海賊戦隊ゴーカイジャー』[10][注釈 3]
- 獅子走 / ガオレッド - 金子昇（友情出演 / 1,2）『百獣戦隊ガオレンジャー』[10]
- タカアキ - 藤本悠希（2）
- マスターレッド[注釈 4] - 黄川田将也（3,4）『騎士竜戦隊リュウソウジャー』[11]
- リタ - 浅川梨奈[12]

### 声の出演
- リュウソウグリーン - 小原唯和『騎士竜戦隊リュウソウジャー』
- リュウソウブラック - 岸田タツヤ『騎士竜戦隊リュウソウジャー』
- ドギー・クルーガー / デカマスター - 稲田徹（友情出演 / 1,3） 『特捜戦隊デカレンジャー』[10]
- ガイソーグ、アカレンジャー、ナレーション - 関智一[4][10][3] 『騎士竜戦隊リュウソウジャー』
- 紹介アナウンス[注釈 5] - 太田真一郎（1 - 3）
- レジェンド戦士[注釈 6] - 蟹江俊介、元吉有希子、坂田恵理歌、宮園拓夢（1 - 3）
- ニンジャホワイト - 広瀬仁美（友情出演 / 2）『忍者戦隊カクレンジャー』[10]
- リュウレンジャー - 和田圭市（友情出演 / 2,3）『五星戦隊ダイレンジャー』[10]

### スーツアクター
- ジュウオウイーグル[13] - 原隆太
- ゴーカイレッド[14] - 松岡航平
- サソリオレンジ[15] - 鈴木大樹
- ガイソーグ[出典 1] - 清家利一
- リュウソウグリーン[18][19] - 蔦宗正人
- リュウソウブラック[19] - 竹内康博

## スタッフ
脚本と監督は、『スペース・スクワッド』などのクロスオーバー作品を手がけた荒川稔久と坂本浩一が担当した。
従来のスーパー戦隊シリーズでは、スタッフやスーツアクターは番組終盤に次番組へ移行することが多いが、前番組『快盗戦隊ルパンレンジャーVS警察戦隊パトレンジャー』では次作『リュウソウジャー』との間に本作品が制作されることとなったため、クランクアップまでオリジナルのスタッフで担当した。『ルパパト』から引き続きの参加となった、朝加圭一郎/パトレン1号役の結木滉星は、『ルパパト』オールアップ直後の撮影であったため、気持ちの持って行きようが難しかったと述べている。
- 原作 - 八手三郎、石ノ森章太郎
- チーフプロデューサー - 佐々木基（テレビ朝日）
- プロデューサー - 井上千尋（テレビ朝日）、高橋一浩・山田真行（東映）、矢田晃一・深田明宏（東映エージエンシー）、菅野あゆみ
- 脚本 - 荒川稔久
- 音楽 - 坂部剛、亀山耕一郎、山下康介、羽岡佳、高木洋（BATTLE1）、中川幸太郎（BATTLE1・BATTLE2）、川村栄二（BATTLE3）
- 撮影 - 百瀬修司
- 照明 - 太田博
- 録音 - 中山寿範（ジースタッフ）
  - 録音助手 - 波多野悠美、徳永芽依
- 美術 - 岡村匡一
- MA・選曲 - 宮葉勝行
- 編集 - 目見田健
- スクリプター - 國米美帆
- 助監督 - 作野良輔
- 制作担当 - 板垣隆弘
- ラインプロデューサー - 道木広志
- 【騎士竜戦隊リュウソウジャー協力】
  - プロデュース - 丸山真哉
  - 監督 - 上堀内佳寿也
  - アクション監督 - 福沢博文
- ワイヤースタント&アクション - BOSアクションユニティ
  - アクションコーディネーター - 岩上弘数、大隈厚志
  - ワイヤーリガー - 和田三四郎、川名求己、佐々木俊宜
- キャラクターデザイン（大サタン[9][3]） - K-SuKe
- 企画協力 - 企画者104
- 資料担当 - 松井大、神内大輝
- デザイン協力 - プレックス
- 技術協力 - 東映ラボ・テック、東映デジタルセンター、株式会社RAID、RED DIGITAL CINEMA SHOT ON RED(RED HELIUM)、ナックイメージテクノロジー、GREAT INTERNATIONAL、alpedia、WING-T、ジースタッフ、エヌケーエル、Libec（平和精機工業）、M・SOFT、grass valley(Quantel Rio 4K)、Studioあーと・夢
- 監督・アクション監督 - 坂本浩一
- 制作 - テレビ朝日、東映、東映エージエンシー

## 音楽
前番組『快盗戦隊ルパンレンジャーVS警察戦隊パトレンジャー』と同様に、本作品でも主題歌はオープニングテーマのみ製作された。
主題歌「最高最強 SUPER STARS!」
作詩：渡部紫緒 / 作曲：山田信夫 / 編曲：坂部剛 / 歌：NoB
FINAL BATTLEではオープニング無しで、挿入歌およびエピローグで使用された。
　挿入歌
「動物戦隊ジュウオウジャー」（2）
作詞：藤林聖子 / 作曲・歌：高取ヒデアキ（Project.R） / 編曲：籠島裕昌（Project.R） / コーラス：ヤング・フレッシュ / 演奏：Z旗
「わが故郷 ジューランド（スキャットバージョン）」（2）
作詞：藤林聖子 / 作曲：亀山耕一郎 / 編曲：籠島裕昌（Project.R） / 歌：五條真由美（Project.R） / 演奏：Z旗
「烈車戦隊トッキュウジャー」（3）
作詞：渡部紫緒 / 作曲・編曲：坂部剛 / 歌：伊勢大貴
インストゥルメンタル版と併用された。
「海賊戦隊ゴーカイジャー」（3）
作詞：岩里祐穂 / 作曲：持田裕輔 / 編曲：Project.R（籠島裕昌） / 歌：松原剛志 （Project.R） / コーラス：ヤング・フレッシュ、Project.R
「サソリ座の歌（acoustic ver.）」（FINAL）
作詞：藤林聖子 / 作曲：岸洋佑 / 編曲：中畑丈治 (Project.R）) / 歌：サソリオレンジ/スティンガー（岸洋佑）
「秘密戦隊ゴレンジャー」（FINAL）
作詞：八手三郎 / 作曲・編曲：渡辺宙明 / 歌：ささきいさお、こおろぎ'73
「騎士竜戦隊リュウソウジャー」（FINAL）
作詩：マイクスギヤマ / 作曲：園田健太郎 / 編曲：甲田雅人 / 歌：幡野智宏
インストゥルメンタル版と併用された。

## 放送日程
話数のカウントは「BATTLE◯」と表記。
| 放送日  | 放送回       | サブタイトル     |
| ------- | ------------ | ---------------- |
| 2月17日 | BATTLE1      | 史上最強は誰だ!? |
| 2月24日 | BATTLE2      | 暗躍する謎の鎧   |
| 3月03日 | BATTLE3      | 暴かれた大秘密   |
| 3月10日 | FINAL BATTLE | そして明日へ     |

## 放送局・インターネット配信
| 放送対象地域              | 放送局                         | 放送期間                | 系列           | 放送時間           | 備考 |
| ------------------------- | ------------------------------ | ----------------------- | -------------- | ------------------ | ---- |
| 日本全域 （一部地域除く） | テレビ朝日系列フルネット全24局 | 2019年2月17日 - 3月10日 | テレビ朝日系列 | 日曜 9:30 - 10:00  |      |
| 徳島県                    | 四国放送                       | 2019年3月1日 - 3月22日  | 日本テレビ系列 | 金曜 10:55 - 11:25 |      |
| 鳥取県 島根県             | 山陰中央テレビ                 | 2019年3月1日 - 3月22日  | フジテレビ系列 | 金曜 16:20 - 16:50 |      |
| 宮崎県                    | 宮崎放送                       | 2019年3月2日 - 3月23日  | TBS系列        | 土曜 5:15 - 5:45   |      |
| 山梨県                    | 山梨放送                       | 2019年3月3日 - 3月24日  | 日本テレビ系列 | 日曜 5:30 - 6:00   |      |
| 高知県                    | テレビ高知                     | 2019年3月3日 - 3月24日  | TBS系列        | 日曜 6:15 - 6:45   |      |
| 富山県                    | 北日本放送                     | 2019年3月3日 - 3月24日  | 日本テレビ系列 | 日曜 6:30 - 7:00   |      |
| 福井県                    | 福井テレビ                     | 2019年3月10日 - 3月31日 | フジテレビ系列 | 日曜 5:30 - 6:00   |      |

インターネット配信
| 配信対象地域 | 配信先               | 更新期間                | 更新時間                  | 備考                |
| ------------ | -------------------- | ----------------------- | ------------------------- | ------------------- |
| 日本全域     | 東映特撮ファンクラブ | 2019年2月17日 - 3月10日 | 毎週日曜10:00更新[注釈 7] | 配信後は常時配信    |
| 日本全域     | auビデオパス         | 2019年2月17日 - 3月10日 | 毎週日曜10:00更新[注釈 7] | 放送後1週間限定配信 |

## 映像ソフト化
2019年7月10日発売。Blu-ray / DVDでリリース。
- 4週連続スペシャル スーパー戦隊最強バトル!! DVD通常版（1枚組）
- 4週連続スペシャル スーパー戦隊最強バトル!! Blu-ray特別版（2枚組）
  - ディスク1：本編Blu-ray（通常版と共通）
  - ディスク2：特典Blu-ray
    - 『スーパー戦隊最強バトル!!』ディレクターズカット版（テレビ放送全4話分に未放送シーンを追加し、1話に再編集したバージョン[24]）
    - メイキング
    - ノンスーパーOP
    - ノンスーパーED
    - PR集
    - ジャンクション
    - 最強バトルデータファイル